# IC 3725
IC 3725 est une galaxie spirale (magellanique) située dans la constellation Chevelure de Bérénice. Sa vitesse par rapport au fond diffus cosmologique est de 6 917 ± 23 km/s, ce qui correspond à une distance de Hubble de 102,0 ± 7,2 Mpc (∼333 millions d'al). Elle a été découverte par l'astronome allemand Max Wolf. Cette galaxie a aussi été observée par l'astronome américain Royal Harwood Frost le 7 mai 1904 et elle a été inscrite à l'Index Catalogue sous la cote IC 3721.
IC 3725 présente une large raie HI et c'est une galaxie à noyau actif (AGN).
Selon Abraham Mahtessian, IC 3725 et NGC 4685 forment une paire de galaxies.